# Hetényegyháza–Kerekegyháza-vasútvonal
Az 1974-ben megszűnt és elbontott, 143-as számú Hetényegyháza–Kerekegyháza-vasútvonal a Duna–Tisza közén, Kecskemét közelében feküdt.

## Története
A szárnyvonalként épült vasútvonalat a Kecskemét–Lajosmizsei HÉV társaság létesítette, a társaság Kecskemét és Lajosmizse közötti vasútvonalából Kisnyír állomáson (mai nevén Hetényegyháza állomás) ágazott ki. A 8,3 km hosszú szárnyvonalat a kecskemét–lajosmizsei vonallal egyidőben, 1905. február 6-án adták át a forgalomnak.
A síkvidéki jellegű, kevés földmunkával készült vasútvonalat 9,0 m hosszú, 23,6 kg/fm tömegű, „i” jelű sínekkel építették, a síneket vágánymezőnként 13 db talpfára fektették, az ágyazatot bányakavicsból és homokból készítették. A vonal fennállása alatt a felépítményen komolyabb átépítés vagy síncsere nem történt.
A szárnyvonalon a személyforgalmat a kezdetektől fogva motorkocsikkal szolgálták ki.

## Megszüntetése
A vonal megszüntetését az 1968-as közlekedéspolitikai koncepció rendelte el. Az utolsó vonat 1974. december 31-én közlekedett rajta.